# Université Simon-Kimbangu de Bukavu
L’université Simon-Kimbangu de Bukavu (USK-Bukavu) est une institution d’enseignement supérieur située à Bukavu, dans la province du Sud-Kivu, en République démocratique du Congo. Fondée pour répondre aux besoins éducatifs croissants de la région, l’USK-Bukavu se distingue par son engagement en faveur de l'excellence académique, de l’éthique et du développement communautaire.

## Historique
L’université Simon-Kimbangu de Bukavu a été créée dans le cadre de l’expansion du réseau éducatif initié par l'Église kimbanguiste, une organisation religieuse fondée sur les enseignements de Simon Kimbangu, figure spirituelle emblématique de la RDC. L'institution a ouvert ses portes à Bukavu pour offrir des opportunités éducatives aux jeunes de la région et contribuer au développement socio-économique de la province du Sud-Kivu.

## Mission et vision
La mission principale de l’université Simon-Kimbangu est de fournir une éducation de qualité tout en promouvant les valeurs d'intégrité, de solidarité et de justice sociale. Sa vision est de former des leaders compétents et responsables, capables d’apporter des solutions durables aux défis locaux et globaux.

## Facultés et programmes
L’USK offre une variété de programmes académiques couvrant plusieurs disciplines, notamment :
- Sciences sociales et politiques : études en administration publique, sciences politiques, et relations internationales.
- Sciences économiques et de gestion : formation en gestion, économie, et entrepreneuriat.
- Sciences de la santé : programmes axés sur la médecine, la santé publique et les sciences infirmières.
- Sciences de l'éducation : spécialisations en pédagogie et méthodologie d’enseignement.
- Technologie et informatique : cours en développement informatique, réseaux et intelligence artificielle.

Chaque faculté met l'accent sur la recherche et l’application pratique des connaissances.

## Engagement communautaire
L’université Simon-Kimbangu est profondément impliquée dans des initiatives communautaires visant à améliorer les conditions de vie des populations environnantes. Ces initiatives incluent :
- La sensibilisation sur les questions de santé publique.
- Des programmes de formation professionnelle pour les jeunes.
- Le soutien à l’entrepreneuriat local.

## Reconnaissance et partenariats
L’USK est reconnue par le ministère de l’Enseignement supérieur et universitaire (ESU) de la République démocratique du Congo. Elle collabore également avec d’autres universités nationales et internationales pour favoriser les échanges académiques et la recherche,.

## Perspectives d'avenir
Avec une population estudiantine en croissance et un personnel académique qualifié, l'université Simon-Kimbangu continue d'élargir ses programmes et d’améliorer ses infrastructures. Elle vise à devenir un centre de référence pour l’enseignement supérieur dans la région des Grands Lacs africains.